# فردریک نهم
فردریک نهم دانمارک (انگلیسی: Frederick IX of Denmark؛ زاده ۱۱ مارس ۱۸۹۹ – درگذشته ۱۴ ژانویهٔ ۱۹۷۲) پادشاه دانمارک بود.

## افتخارات
• بالاترین مقام سلطنتی شاهزاده‌ی دانمارک
۹ آوریل ۱۸۹۹_۱۴ مه ۱۹۱۲
• مقام شاهزاده‌ی ولیعهد دانمارک
۱۴ مه ۱۹۱۲_ ۱ دسامبر ۱۹۱۸
•مقام شاهزاده‌ی ولیعهد دانمارک و ایسلند
۱ دسامبر ۱۹۱۸_ ۱۷ ژوئن ۱۹۴۴
•بزرگداشت مقام شاهزاده‌ی ولیعهد دانمارک
۱۷ ژوئن ۱۹۴۴ _ ۲۰ آوریل ۱۹۴۷
•تاجگذاری به‌عنوان پادشاه دانمارک
۲۰ آوریل ۱۹۴۷ _ ۱۴ ژانویه ۱۹۷۲
•مقام شوالیه‌ی فیل ۱۴ مه ۱۹۱۲
•نشان افتخار دَنِبرو ۱۱ مارس ۱۹۱۷
•فرمانده ارشد دَنِبرو ۳ فوریه ۱۹۳۶
•مدال صدمین جشن یادبود شاه کریستیان نهم
•مدال صدمین جشن یادبود شاه فردریک هشتم
•مدال خدمات طولانی مدت نیروی‌دریایی دانمارک
•ایسلند: نشان عالی صلیب شاهین
•اتریش: نشان عالی ستاره‌ی نظامی جمهوری اتریش
•بلژیک: کمربند لئوپد یکم
•چکسلواکی: نشان شیر سفید ۲۲ مه ۱۹۳۵
•جمهوری دومینیکن:
نشان‌ صلیب‌ مریت با ستاره‌ی‌ طلایی
•دودمان سلطنتی امپراتوری اتیوپی: نشان خاتم سلیمان
•فنلاند: نشان رز سفید ۱۹۲۶
مدال یادبود جنگ آزادی فنلاند ۱۹۱۸
مدال طلای یادبود جنگ زمستان فنلاند ۱۹۳۹/۱۹۴۰
مدال انسان دوستی
•دودمان سلطنتی هوهن‌تسولرن
مقام و گردنبند شوالیه‌ی عقاب سیاه
دریافت نشان عالی عقاب سیاه
•دودمان سلطنتی دوک‌ نشین بزرگ مَکلِنبورگ:
نشان عالی صلیب و تاج مردم وِند
•دودمان سلطنتی پادشاهی یونان:
نشان ریدمر
نشان جرج اول(یونان)
نشان سنت جورج و کنستانتین
•فرانسه: نشان صلیب لژیون دونور
•دودمان پهلوی: نشان پهلوی
•دودمان سلطنتی ایتالیا:
شوالیه‌ی عید بشارت ۱۰ مارس ۱۹۱۷
•امپراتوری ژاپن: نشان گل داودی
•هلند: نشان شیر هلند
•نروژ: نشان سنت اولاف
•پرو:نشان خورشید
•روسیه تزاری: نشان شوالیه‌ سنت اندرو
نشان شوالیه‌ سنت الکساندر نِوسکی
نشان شوالیه‌ عقاب سفید
نشان درجه یک شوالیه‌ سنت آنا
نشان درجه یک شوالیه‌ سنت استانیسلاوس
•سوئد:نشان سرافیم ۱۱ مارس ۱۹۱۷
مدال یادبود شاه گوستاو پنجم
•تایلند: نشان خاندان سلطنتی چاکری ۱۸ فوریه ۱۹۱۷
نشان شولا شوم کلاو
•بریتانیا: نشان بندجوراب ۸ مه ۱۹۱۵
نشان گرمابه
نشان سنت جان
مدال افتخار شاه جرج ششم
سرهنگ افتخاری هنگ کِنت شرقی۱۹۴۷-۱۹۶۱
سرهنگ افتخاری هنگ کِنت۱۹۶۱_۱۹۶۶
سرهنگ افتخاری هنگ ملکه۱۹۶۶_۱۹۷۲